# 北九州自動車運転免許試験場
北九州自動車運転免許試験場（きたきゅうしゅうじどうしゃうんてんめんきょしけんじょう）は、福岡県警察が管理する運転免許試験場の一つ。

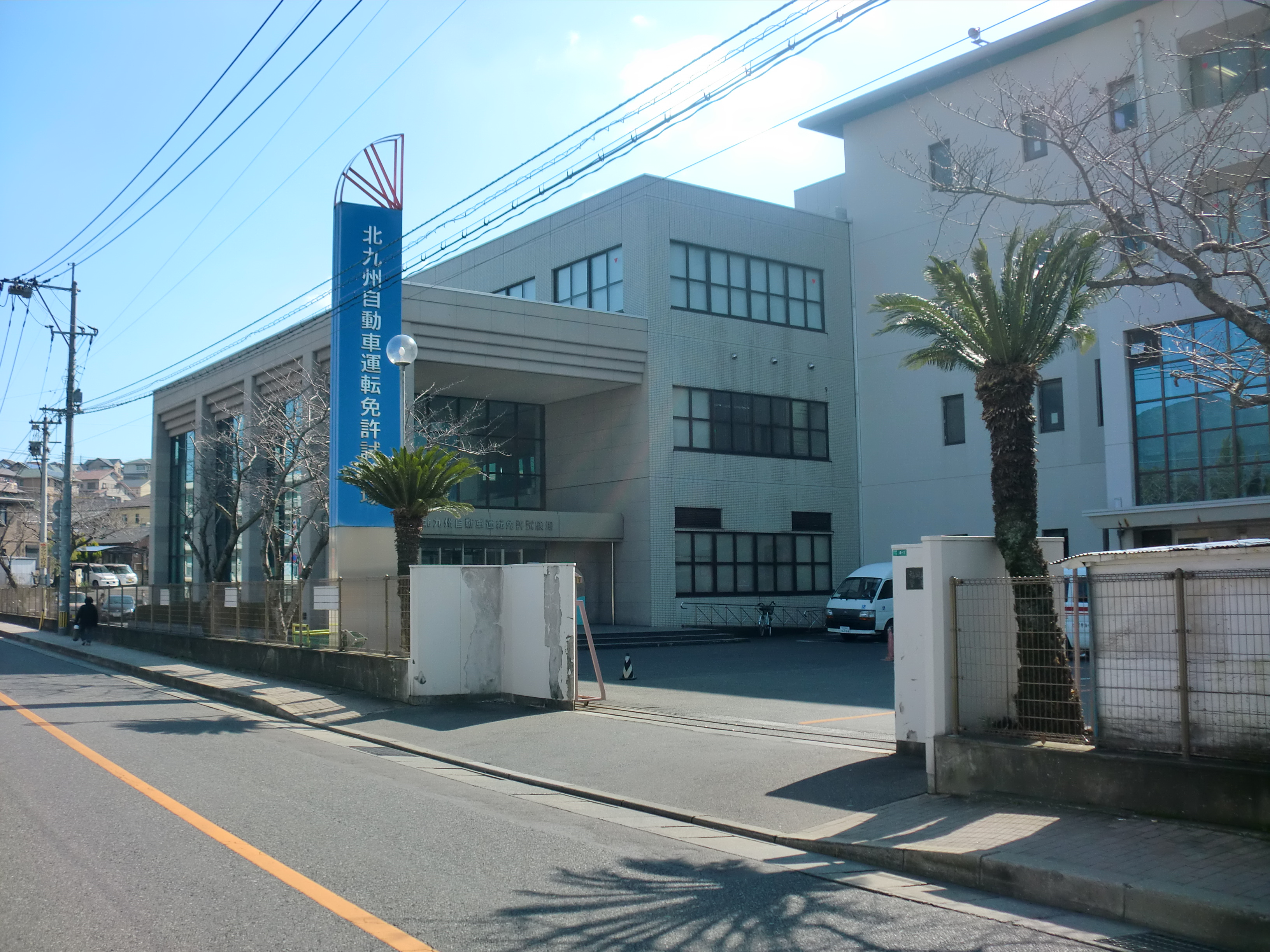
北九州自動車運転免許試験場外観

## 業務内容
福岡県内（主に北九州・遠賀・京築）に居住する者を対象として、各種運転免許試験、免許証その他書類の交付・更新・記載事項変更、法定講習の企画・立案（一部の実施は外部の自動車学校に委託している）を行う。なお、免許証の更新については、一定の条件の下で管内の一部警察署でも行っている。
ただ、中型車以上と牽引の実技試験は筑豊試験場まで行かなければならないほか、2016年3月に筑豊試験場が移転して以降は、原則として実車による試験・講習は実施しない。代わりに日曜開庁を第2のみから第1と第3に変更し、便宜を図ることにしている。
※行橋警察署では行橋市と京都郡の居住者について、豊前警察署では豊前市と築上郡の居住者について、それぞれ事前の講習（優良運転者講習、一般講習並びに高齢者講習）を既に受講したことを条件として免許更新手続きを行っている。また、管内の警察署では、免許記載事項変更と運転経歴証明書交付の申請手続きを行うことができる（取次ぎ扱い）。

## 所在地
- 福岡県北九州市小倉南区日の出町2丁目4-1

## 交通機関
- 北九州モノレール 競馬場前駅下車後、徒歩約10分
- 西鉄バス 「自動車免許試験場口」下車後、徒歩約10分
- 日田彦山線石田駅から徒歩20分
- 北九州都市高速道路北方出入口から南に2km
  - 駐車場が狭隘なため、駐車制限を行うことがある。